# Alison Bechdel
Alison Bechdel   (Lock Haven, 10 de setembre de 1960) és una autora de còmic nord-americana. La seva obra Fun Home. Una família tragicòmica va ser finalista del Premi del Cercle de Crítics Nacional del Llibre i escollida com un dels millors llibres de l'any 2006 per les revistes Time, Entertainment Weekly, The New York Times, People, USA Today, Los Angeles Times, The Village Voice i San Francisco Chronicle.
Entre els anys 1983 i 2008 va publicar la tira còmica Dykes to Watch Out For, on a través de la seva àlter ego Mo reflectia la complexitat de les relacions lèsbiques i els estereotips que s'hi associen. L'any 2012 va publicar Ets la meva mare?, una historieta autobiogràfica on es va centrar en la figura de la seva mare.
El crític literari i periodista Dwight Garner va destacar la influència que havia tingut Dykes to Watch Out For en una generació de lesbianes. Bechdel no es considera una activista política, encara que en les seves historietes es mostra la preocupació que li produeix la relació entre els àmbits polític i privat.
És coneguda per haver inspirat el Test de Bechdel en una de les seves tires còmiques.

Obres
- 2021. The Secret to Superhuman Strength (El secreto de la fuerza sobrehumana)
- 2012. Are You My Mother? A Comic Drama (¿Eres mi madre?)
- 2006. Fun Home: A Family Tragicomic (Fun Home. Un tragicòmic familiar)
- 1988-1990. Servants to the Cause
- 1983-2008. Dykes to Watch Out For (Unas bollos de cuidado o Unas lesbianas de cuidado)
  - 2005. Invasion of the Dykes to Watch Out For
  - 2003. Dykes and Sundry Other Carbon-Based Life-Forms to Watch Out For
  - 2000. Post-Dykes to Watch Out For
  - 1998. The Indelible Alison Bechdel: Confessions, Comix, and Miscellaneous Dykes to Watch Out For
  - 1998. Split-Level Dykes to Watch Out For
  - 1997. Hot, Throbbing Dykes to Watch Out For
  - 1995. Unnatural Dykes to Watch Out For
  - 1993. Spawn of Dykes to Watch Out For
  - 1992. Dykes to Watch Out For: The Sequel
  - 1990. New, Improved! Dykes to Watch Out For
  - 1988. More Dykes to Watch Out For
  - 1986. Dykes to Watch Out For